# دروژبا (آدیغیه)
دروژبا (به لاتین: Druzhba) یک منطقهٔ مسکونی در روسیه است که در شهرستان کوشخابلسکی واقع شده‌است. دروژبا ۷۳۶ نفر جمعیت دارد.